# Smoke Stack
Smoke Stack – album studyjny amerykańskiego pianisty jazzowego Andrew Hilla, wydany z numerem katalogowym BLP 4160 i BST 84160 w 1966 roku przez Blue Note Records.

## Powstanie
Materiał na płytę został zarejestrowany 13 grudnia 1963 roku przez Rudy’ego Van Geldera w należącym do niego studiu (Van Gelder Studio) w Englewood Cliffs w stanie New Jersey. Produkcją albumu zajął się Alfred Lion.

## Lista utworów
Opracowano na podstawie materiału źródłowego.
Wydanie LP
Strona A
| Nr | Tytuł utworu    | Muzyka      | Długość |
| -- | --------------- | ----------- | ------- |
| 1. | „Smoke Stack”   | Andrew Hill | 5:00    |
| 2. | „The Day After” | Hill        | 5:08    |
| 3. | „Wailing Wall”  | Hill        | 5:46    |
| 4. | „Ode to Von”    | Hill        | 4:30    |
|    |                 |             | 20:24   |

Strona B
| Nr | Tytuł utworu     | Muzyka | Długość |
| -- | ---------------- | ------ | ------- |
| 1. | „Not So”         | Hill   | 6:25    |
| 2. | „Verne”          | Hill   | 5:49    |
| 3. | „30 Pier Avenue” | Hill   | 7:07    |
|    |                  |        | 19:21   |

Utwory dodatkowe na reedycji (2006):
| Nr | Tytuł utworu                     | Muzyka | Długość |
| -- | -------------------------------- | ------ | ------- |
| 1. | „Smoke Stack (alternate take)”   | Hill   | 4:20    |
| 2. | „The Day After (alternate take)” | Hill   | 4:49    |
| 3. | „Ode to Von (alternate take)”    | Hill   | 5:29    |
| 4. | „Not So (alternate take)”        | Hill   | 6:29    |
|    |                                  |        | 21:07   |

## Twórcy
Opracowano na podstawie materiału źródłowego.
Muzycy:
- Andrew Hill – fortepian
- Eddie Khan – kontrabas
- Richard Davis – kontrabas
- Roy Haynes – perkusja

Produkcja:
- Alfred Lion – produkcja muzyczna
- Rudy Van Gelder – inżynieria dźwięku
- Reid Miles – projekt okładki, fotografia na okładce
- Don Heckman – liner notes
- Michael Cuscuna – produkcja muzyczna (reedycja z 2006)
- Bob Blumenthal – liner notes (2006)